# ’Till I Collapse
’Till I Collapse (englisch für „Bis ich zusammenbreche“) ist ein Lied des US-amerikanischen Rappers Eminem, bei dem der Refrain von dem Sänger Nate Dogg gesungen wird. Der Song ist auf Eminems viertem Studioalbum The Eminem Show, das im Jahr 2002 erschien, enthalten. Es ist eines der bekanntesten und erfolgreichsten Lieder des Rappers, das nicht als Single veröffentlicht wurde.

## Inhalt
Das Lied dreht sich überwiegend um Eminems Status als Rap-Superstar und was ihm die Kraft gibt, seinen Weg – trotz aller Kritiker – weiterzugehen. Im gesprochenen Intro des Stücks erzählt der Rapper, dass man seine innere Stärke finden muss und so die Motivation zum Weitermachen bekommt, dann sei es egal, wie stark man hinfällt. Anschließend setzt der erste Rapvers ein, bei dem Eminem darüber berichtet, dass er nicht Hip-Hop sei, aber auch nicht nur Eminem und über die Magie seiner Musik, die bei den Hörern unbewusste Gedanken auslöst. Der zweite Vers bezieht sich darauf, dass man den Moment nutzen soll, solang man im Rampenlicht steht und die Aufmerksamkeit möglichst vieler Hörer besitzt, um das Beste aus seiner Musik herauszuholen. Außerdem nennt Eminem eine Liste von Rappern, die seiner Meinung nach im Musikgeschäft über ihm einzuordnen sind: Redman, Jay-Z, 2Pac, Biggie, André 3000, Jadakiss, Kurupt, Nas. Der dritte und letzte Vers prangert an, dass viele Kritiker jedes einzelne Wort auf die Goldwaage legen und Eminem womöglich nie den Respekt bekommt, den er seiner Meinung nach verdient hätte. Er wird jedoch immer weiter rappen, weil er süchtig danach ist und die Platin-Auszeichnungen werden seine Leistung bestätigen.

## Produktion
Eminem produzierte den Beat zum Song selbst. ’Till I Collapse wurde in Eminems Haus und im 54Sound-Studio aufgenommen.
Der Beat enthält ein Sample des Songs We Will Rock You der britischen Rockband Queen.

## Kommerzieller Erfolg

### Chartplatzierungen
Obwohl ’Till I Collapse nie als Single veröffentlicht wurde, konnte es aufgrund von Downloads im Jahr 2009 für eine Woche auf Platz 73 in die britischen Charts einsteigen. Dies lag unter anderem daran, dass der Song in einem Trailer zum damals erschienenen Computerspiel Call of Duty: Modern Warfare 2 verwendet wurde. Außerdem war ’Till I Collapse im September 2011 im Trailer zum Film Real Steel zu hören. Nach Eminems Auftritt in der Halbzeitshow des Super Bowl LVI erreichte das Lied im Februar 2022 Rang 99 der deutschen Singlecharts.
| ChartsChartplatzierungen     | Höchstplatzierung | Wochen |
| ---------------------------- | ----------------- | ------ |
| Deutschland (GfK)            | 99 (2 Wo.)        | 2      |
| Vereinigtes Königreich (OCC) | 73 (1 Wo.)        | 1      |

### Auszeichnungen für Musikverkäufe
Rund 20 Jahre nach Erscheinen von The Eminem Show wurde ’Till I Collapse 2022 für mehr als acht Millionen Download-Verkäufe mit achtfach-Platin in den Vereinigten Staaten ausgezeichnet. Im Jahr 2023 erhielt das Lied in Deutschland für über 900.000 Verkäufe eine dreifache Goldene Schallplatte. Mit weltweit mehr als zwölf Millionen zertifizierten Verkäufen ist es der mit Abstand kommerziell erfolgreichste Song des Rappers, der nicht als Single veröffentlicht wurde.
| Land/Region                  | Auszeichnungen für Musikverkäufe (Land/Region, Auszeichnung, Verkäufe) | Verkäufe   |
| ---------------------------- | ---------------------------------------------------------------------- | ---------- |
| Australien (ARIA)            | 9× Platin                                                              | 630.000    |
| Brasilien (PMB)              | Gold                                                                   | 30.000     |
| Dänemark (IFPI)              | 3× Platin                                                              | 270.000    |
| Deutschland (BVMI)           | 3× Gold                                                                | 900.000    |
| Griechenland (IFPI)          | Platin                                                                 | 20.000     |
| Italien (FIMI)               | 2× Platin                                                              | 100.000    |
| Neuseeland (RMNZ)            | 6× Platin                                                              | 180.000    |
| Österreich (IFPI)            | 3× Platin                                                              | 120.000    |
| Portugal (AFP)               | 2× Platin                                                              | 20.000     |
| Spanien (Promusicae)         | 2× Platin                                                              | 120.000    |
| Vereinigte Staaten (RIAA)    | 8× Platin                                                              | 8.000.000  |
| Vereinigtes Königreich (BPI) | 3× Platin                                                              | 1.800.000  |
| Insgesamt                    | 2× Gold · 40× Platin ·                                                 | 12.190.000 |

Hauptartikel: Eminem/Auszeichnungen für Musikverkäufe